# Brent Albright
Pour les articles homonymes, voir Albright.
Brent Alan Albright, plus connu sous le nom de Brent Albright (né le 28 novembre 1978 à Tulsa dans l'Oklahoma) pour son travail dans le circuit indépendant et à la Ring of Honor, est un lutteur professionnel (catcheur) américain. Il est également connu pour avoir travaillé à la World Wrestling Entertainment sous le nom de Gunner Scott. Durant sa carrière, il a gagné à deux reprises le OVW Heavyweight Championship et une fois le NWA World Heavyweight Championship. Il est également le premier OVW Triple Crown Champion de la OVW.

## Carrière

### Circuit indépendant (1998-2003)
Il fait ses débuts sur un ring le 10 octobre 1998 à la All Pro Wrestling sous le nom de Vinnie Valentino, en perdant face à Vinny Massaro. Il gagne son premier match le 15 janvier 1999 dans un 6-man tag team match face à Jason C. Clay, Nathaniel Sweete & Rick Turner. Il catche en parallèle dans des fédérations mineures de l'Oklahoma où il remporta quelques titres. Il joue ensuite quelques matchs à la WWF en 2001 et 2002 puis part à la Pro Wrestling NOAH en mars 2003.

### World Wrestling Entertainment (2003-2006)

#### Débuts puis Ohio Valley Wrestling (2003-2006)
Il fait ses débuts à la WWE sous le nom de Slater Vain et joue quelques matchs dans des shows mineurs (WWE Heat et WWE Velocity) mais est utilisé en tant que jobber.
Il part alors dès le début de l'année 2004 dans la fédération école de la WWE, la Ohio Valley Wrestling et lutte sous son vrai nom Brent Albright. Il fait alors équipe avec Chris Masters et remporte le OVW Southern Tag Team Championship en battant Adrenaline. Ils perdent leurs titres le 30 juin face à Mac Johnson et Seth Skyfire. Il décide alors de lutter en solo. Le 26 janvier 2005, il bat Seth Skyfire et devient le premier OWV Television Champion,. Durant le mois de mars, il conserve son titre à deux reprises face à Garrison Cade. Le 30 avril, il bat Matt Morgan et remporte le OVW Heavyweight Championship, laissant ainsi vacant son OVW TV Championship le 18 mai. Il devient alors le premier homme à détenir deux titres en même temps au sein de cette fédération.
Une rivalité s'installe ensuite entre Ken Doane et CM Punk pour le OVW TV Title. Les trois hommes s'affrontent dans un Triple Threat match en décembre 2005, mais Punk conserve son titre. Un match revanche est effectué le 4 janvier 2006 mais Doane est remplacé à cause d'une blessure par Aaron Stevens qui remporte le match et le titre. La rivalité se poursuit entre Albright et Punk. Le 1er mars, il bat CM Punk dans la finale du tournoi pour couronner un nouveau champion et remporte une seconde fois le OVW Heavyweight Championship. Il perd son titre le 3 mai face à Punk dans un Strap match.

#### Smackdown! (2006)
Il fait ses débuts à WWE Smackdown le 7 avril 2006 en entamant une feud contre Booker T. Il apparaît ensuite sous le nom de Gunner Scott. Après une victoire sur Booker T, Gunner Scott devient le protégé de Chris Benoit.
Le 19 mai, il fait équipe pour la première fois avec Benoit et battent Booker T et Fit Finlay, à la suite d'une intervention de Bobby Lashley. À la suite du repos pris par Benoit, Albright fait alors équipe avec Matt Hardy et perdent contre Finlay et William Regal.
Le 28 juin 2006, il fut renvoyé à la OVW. Deux jours plus tard, il fait sa dernière apparition à Smackdown en perdant contre Mr.Kennedy. Après le match, il se fait passer à tabac par The Great Khali.

### National Wrestling Alliance (2007-2008)
Le 1er septembre 2007, il perd en finale du tournoi pour remporter le titre mondial de la NWA face à Adam Pearce. Le 2 août 2008, il bat Adam Pearce lors d'un show de la Ring of Honor et remporte le NWA World Heavyweight Championship. Il perd sa ceinture le 20 septembre dans un match revanche.

### Ring of Honor (2006-2010)
Il fait ses débuts à la ROH sous son vrai nom Brent Albright le 27 octobre 2006 en perdant face à Christopher Daniels. Il effectue un heel-turn en attaquant Colt Cabana après avoir rejoint officiellement le roster de la ROH le 26 novembre. Le 23 décembre, lors de Final Battle 2006, il fait équipe avec Jimmy Jacobs et bat B.J. Whitmer et Colt Cabana.
Après avoir été battu le 16 février 2007 par Whitmer dans un match de tables lors de Fifth Year Festival, il remporte une série de victoires. Lors de Death Before Dishonor V, il perd contre le champion Takeshi Morishima et ne remporte pas le ROH World Championship. Il perd à nouveau contre Morishima 13 jours plus tard pour le titre, match qui comprenait également Claudio Castagnoli.
Il s'associe ensuite avec Adam Pearce et B.J. Whitmer dans les Hangmen Three. Ils entament ensuite une rivalité contre Kevin Steen et El Generico. Lors de Glory by Honor VI, lui et Whitmer perdent contre Steen et Generico mais gagnent le lendemain contre Steen et Delirious. Lors de Final Battle 2007, les Hangmen Three gagnent contre Delirious, El Generico et Kevin Steen dans un Tables Tag Team match. Le 11 janvier 2008, ils perdent contre les champions The Age of Falls (Tyler Black et Jimmy Jacobs), The Briscoe Brothers et Jack Evans et Jigsaw dans un Ultimate Endurance Four Way Tag Team match et ne remportent pas les ROH World Tag Team Championship. Le 23 février lors de Sixth Anniversary Show, il bat El Generico.
Il fait ensuite équipe avec Erick Stevens sans réel succès malgré quelques victoires importantes notamment lors de Final Battle 2008 avec Roderick Strong en battant The American Wolves et Go Shiozaki dans un New York Tag Team Street Fight. Il bat ensuite Claudio Castagnoli le 21 mars 2009 lors de 7th Anniversary Show par disqualification. Castagnoli prend sa revanche dans un Four Way match lors de Supercard of Honor IV le 3 avril. Le 30 mai, il bat Castagnoli dans un Flag match. Le 27 juin, il s'associe avec Colt Cabana et gagnent contre Claudio Castagnoli et Joey Ryan. Le 25 juillet, lors de Death Before Dishonor VII, il perd contre Castagnoli dans un European Rules match. La rivalité prend fin avec Castagnoli dans un Steel Cage match le 14 août.
Après six mois d'absence, il retourne brièvement à la ROH le 5 mars 2010 et bat un jobber.

## Palmarès
- National Wrestling Alliance
  - 1 fois NWA World Heavyweight Championship[1]
  - 1 fois NWA Oklahoma Heavyweight Championship
  - 1 fois NWA Universal Heavyweight Championship [1]

- Ohio Valley Wrestling
  - 2 fois OVW Heavyweight Championship[1]
  - 1 fois OVW Television Championship[1]
  - 1 fois OVW Southern Tag Team Championship - avec Chris Masters[1]
  - Premier OVW Triple Crown Champion

- Oklahoma Championship Wrestling
  - 1 fois OCW Heavyweight Championship [1]
  - 3 fois OCW Tag Team Championship - avec Rocco Valentino[1]

- Oklahoma Wrestling Alliance
  - 1 fois OWA Heavyweight Championship
  - 2 fois OWA Ironman Championship

- Pro Wrestling Illustrated

| Année | 2000 | 2001 à 2003 | 2004 | 2005 | 2006 | 2007 | 2008 | 2009 | 2010 |
| Rang  | 494  | -           | 176  | 82   | 80   | 63   | 120  | 89   | 165  |

- Steel Rage Pro Wrestling
  - 1 fois SRPW Heavyweight Championship[1]

- Xtreme Wrestling Entertainment
  - 1 fois XWE United States Championship